# Pat a Mike
Pat a Mike je americká sportovní a romantická komedie z roku 1952, kterou režíroval George Cukor. Hlavní role ztvárnili Spencer Tracy a Katharine Hepburnová.

## Příběh
Pat Pembertonová (Katharine Hepburnová) je všestranně nadaná sportovkyně, která učí tělesnou výchovu na (fiktivní) univerzitě Pacific Technical College. Se svým snoubencem Collierem Weldem (William Ching) je pozvána bohatými Bermingerovi na golf, aby se pobavili o dotacích, které by v budoucnu univerzitě pomohly s dalším vývojem. Při hře se však Pat nedokáže soustředit, pokud se na ni její snoubenec dívá, a proto většinu odpalů zkazí. Paní Bemingerová ji také začne poučovat o správném postoji a spoustě dalších věcech, až Pat po několika dalších příšerných odpalech rupnou nervy, paní Bemingerovou urazí a všechny přichystané míčky odpálí pryč. Hned na to zajde za svým přítelem Charlesem Barrym (Jim Backus), který ji pozoroval a navrhne jí, aby se zúčastnila mistrovství USA v golfu, jelikož je přesvědčený, že má velkou šanci vyhrát. Brzy za nimi přijde i velmi naštvaný Collier, kterého Pat ještě dorazí svou výpovědí. Charlesi Barrymu se zaváže, že se mistrovství zúčastní a brzy na to se tak také stane.
Jako outsider na turnaji přehraje všechny soupeřky a dostane se až do finále. Mezitím ji však do bytu vtrhnou dva byznysmeni; Mike Conovan (Spencer Tracy) a jeho pobočník, kteří jí nabídnou velkou sumu, pokud naschvál skončí jako druhá. Pat však Mikeovu nabídku odmítne, ale finále kvůli svému snoubenci, který ji přišel povzbudit, přesto prohraje. Pat se brzy po skončení turnaje opět setká s Mikem, který sice její výsledek nechápe, ale také v ní pozná nadějnou sportovkyni a nabídne jí spolupráci. Pat však i tuto nabídku nejprve odmítne, ale kvůli vzteku na svého snoubence, kvůli kterému prohrála, na poslední chvíli vyskočí z odjíždějícího vlaku a zajde za Mikem do jeho sportovní agentury.
Nadšený Mike ji vřele přivítá a hned začne řídit její kariéru. Brzy se také dozví, že kromě golfu hraje výborně i tenis a basketbal a skvěle střílí z pušky i luku. Zakrátko také přijde na to, že když ji její snoubenec pozoruje, tak začne všechno kazit, což se potvrdí i při play-off na tenisovém turnaji.
Postupem času se však začínají oba čím dál více sbližovat a Pat se také spřátelí i s ostatními sportovci, které Mike podporuje, včetně boxera Davie Hucka (Aldo Ray), který na ni však žárlí, jelikož Mike věnuje většinu pozornosti právě jí. Jednoho dne Mikea navštíví tři jeho „přátelé“ a mafiáni, kteří se ho pokusí přesvědčit, aby donutil Pat prohrát a všichni vydělali velké peníze. Pat, která se jejich schůzky účastní také s tím však naprosto nesouhlasí, a i Mike se před ní zdráhá nabídku přijmout. Všichni tři nakonec odchází a Mikeův nesouhlas berou jako podraz jejich dlouhodobého partnerství. Pat se však o Mikea začne bát a sama se nabídne, že pro něj klidně prohraje. Mike ji však nenechá, neboť mu za dobu jejich přátelství zvedla sebevědomí natolik, že se postaví i třem vlivným gangsterům.
Téhož večera je však při společné večeři dva z nich opět navštíví a vyzvou Mikea, aby s nimi onu záležitost šel vyřešit ven před restauraci. Mike s nimi tedy neochotně odejde a jelikož se Pat začne o Mikea strachovat, nenápadně je následuje. Před restaurací dojde mezi nimi k hádce a jakmile Mikea jeden z nich chytne a druhý se ho chystá bít, Pat mu rychle přispěchá na pomoc a oba mafiány vlastnoručně zpacifikuje.
Na policejní stanici se za ně však Mike opět přimluví a všichni jsou bez trestu propuštěni. Zpátky v hotelu navštíví Pat i její snoubenec, ale ta ho ani Mikea už dnes nechce vidět. Mike si poté s Collierem venku popovídá mj. i o jeho špatném vlivu na Pat při sportu, což si Collier nejspíš špatně vyloží a když Pat navštíví v jejím pokoji, pohádají se a po příchodu Mikea, který situaci uklidní, Collier naštvaně odejde a na Pat se definitivně vykašle. Pat se poté rozhodne zůstat s Mikem, který bude dál řídit její kariéru a dosáhnou spolu dalších skvělých výsledků.

## Obsazení
| Spencer Tracy        | Mike Conovan     |
| Katharine Hepburnová | Pat Pembertonová |
| Aldo Ray             | Davie Hucko      |
| William Ching        | Collier Weld     |
| Sammy White          | Barney Grau      |
| Loring Smith         | pan Beminger     |
| Phyllis Povahová     | paní Bemingerová |
| George Mathews       | Spec Cauley      |
| Charles Bronson      | Hank Tasling     |
| Frank Richards       | Sam Garsell      |
| Jim Backus           | Charles Barry    |